# Dea (teologie femministe)
La Dea rappresenta in alcune teologie femministe, segnatamente quelle di cui si occupa la tealogia, il risultato di una ricerca teologica, devozionale e cultuale, frutto dapprima della critica femminista al linguaggio e alle immagini maschili per indicare il divino in qualità di Dio e di "padre", da cui sarebbe poi scaturito il dominio del maschio nelle società; successivamente, fu proposto e seguito in questo ambito il rovesciamento della nozione del divino maschile che apre alla nozione del divino interamente femminile, questo indicato come "Dea".
In questo modo la teologa cattolica e accademica femminista statunitense Rosemary Radford Ruether ricostruisce la nascita e lo sviluppo di questo nuovo culto fondato sul recupero dell'antico culto della Dea: 
(Rosemary Radford Ruether, Goddesses and the divine feminine : a Western religious history. LA, University of California Press, 2005, p. 274)
Melissa Raphael precisa, tuttavia, che quantomeno per l'avanguardia tealogica degli anni '70 e '80 del XX secolo, l'approccio devozionale e cultuale alla Dea non era il solo perseguito in ambito femminista. Nelle opere di Mary Daly, ad esempio, si utilizza la nozione di Dea in senso metaforico, in qualità di archetipo psicologico avente lo scopo di liberare nelle donne la propria autostima.